# Amand Louis Bauqué
Amand Louis Bauqué (* 5. November 1851 in Paris; † 4. Januar 1903 in Wien) war ein Architekt des Späthistorismus.

## Leben
Nach seiner Ausbildung an der École nationale supérieure des beaux-arts de Paris, unter anderem bei Julien Guadet, kam er um 1880 nach Wien, um das von Jean Girette begonnene Palais des Barons Nathaniel Meyer von Rothschild gemeinsam mit Albert Emilio Pio zu vollenden und zu erweitern. Im Jahr 1889 schlossen sich Bauqué und Pio zu einer Ateliergemeinschaft zusammen und im Jahr 1894 erfolgte die Gründung der Gesellschaft Bauqué Pio. Einige Bauausführungen übergaben sie an die Wiener Firma Heinrich und Franz Glaser. Bauqué und Pio waren ausschließlich gemeinsam und als Privatarchitekten in Österreich-Ungarn und im Deutschen Reich tätig.

## Familie
Amand Bauqué war der Sohn des Mechanikers Edmond Bauquè und der Elisabeth Adele, geb. Barbé. 1881 heiratete er Elisabeth (Elise), geb. Surner (* 1857). Sie hatten keine Kinder. Amand Louis Bauqué starb im 52. Lebensjahr in Wien an einer Lungenentzündung. Er wurde auf dem Friedhof Montparnasse in Paris bestattet.

## Bauten und Entwürfe (zusammen mit Pio)

### Private Bauten
- 1880: Fertigstellung und Erweiterung des Palais Nathaniel Rothschild, Wien 4, Theresianumgasse 14–16 (zerstört, Spolien an anderen Orten erhalten)
- um 1880: Villa für Nathaniel von Rothschild, Wien 19, Hohe Warte (abgerissen, Park und zwei Pförtnerhäuschen teilweise erhalten)
- 1883: Schloss Rothschild / Hinterleiten (für Nathaniel von Rothschild, seit 1898 Militärstiftung), Reichenau an der Rax
- 1887–1894: Villa Rothschild in Königstein im Taunus (heute „Hotel Villa Rothschild Kempinski“)
- 1889: Umbau und Erweiterung von Patk und Schloss Łańcut, ul. Zamkowa 1 (heute Museum)
- 1890: Palais Bourgoing, Wien 3, Metternichgasse 12 (Zinshaus des Barons Othon de Bourgoing, bis 1961 Brasilianische Botschaft, heute Wohnhaus und Außenstelle der Universität für Musik und darstellende Künste)
- 1891–1895: Palais Bourgoing (später Springer, Rothschild), Wien 3, Metternichgasse 8 (heute Außenstelle der Universität für Musik und darstellende Künste)
- 1891: Wohnhaus, Wien 3, Rennweg 23 (Wohnhaus des Stadtbaumeisters Heinrich Glaser, heute Wohnhaus)
- 1891: Villa Vetsera in Küb (Umgestaltung des Landhauses von Helene Vetsera, heute Ruine)
- 1892–1894: Umbau und Erweiterung von Schloss und Park Donaueschingen
- vor 1895: Mehrfamilienwohnhaus, Wien 3, Rennweg 25 / Metternichgasse 14 (Zinshaus des Barons Othon de Bourgoing, heute Botschaft von Nigeria)
- 1895–1896: Palais Metternich-Sándor, Wien 3, Jacquingasse 39 / Fasangasse 24–26 (zerstört)
- 1897: Palais Wrede, Wien 3, Mohsgasse 1 / Jacquingasse 47 (heute Geschäftshaus „Oberösterreichhaus“)
- 1897–1907: Umbau und Erweiterung von Schloss Füzérradvány in Füzérradvány (heute im Besitz des Hungarian Board of Trust of Historic Monuments, Museum geplant)
- 1899: Palais Hoyos-Sprinzenstein, Wien 4, Hoyosgasse 5–7 (1901 von Viktor Siedek und Stiegler erweitert, heute Wohnhaus)
- 1902: Umbau von Schloss Lány
- 1904–1905: Palais Bourgoing, Wien 3, Jacquingasse 51 (heute Wohn- und Geschäftshaus)

sowie zahlreiche weitere Umbauten von Schlössern in Böhmen, Mähren, Galizien, im Königreich Preußen sowie im Königreich Württemberg

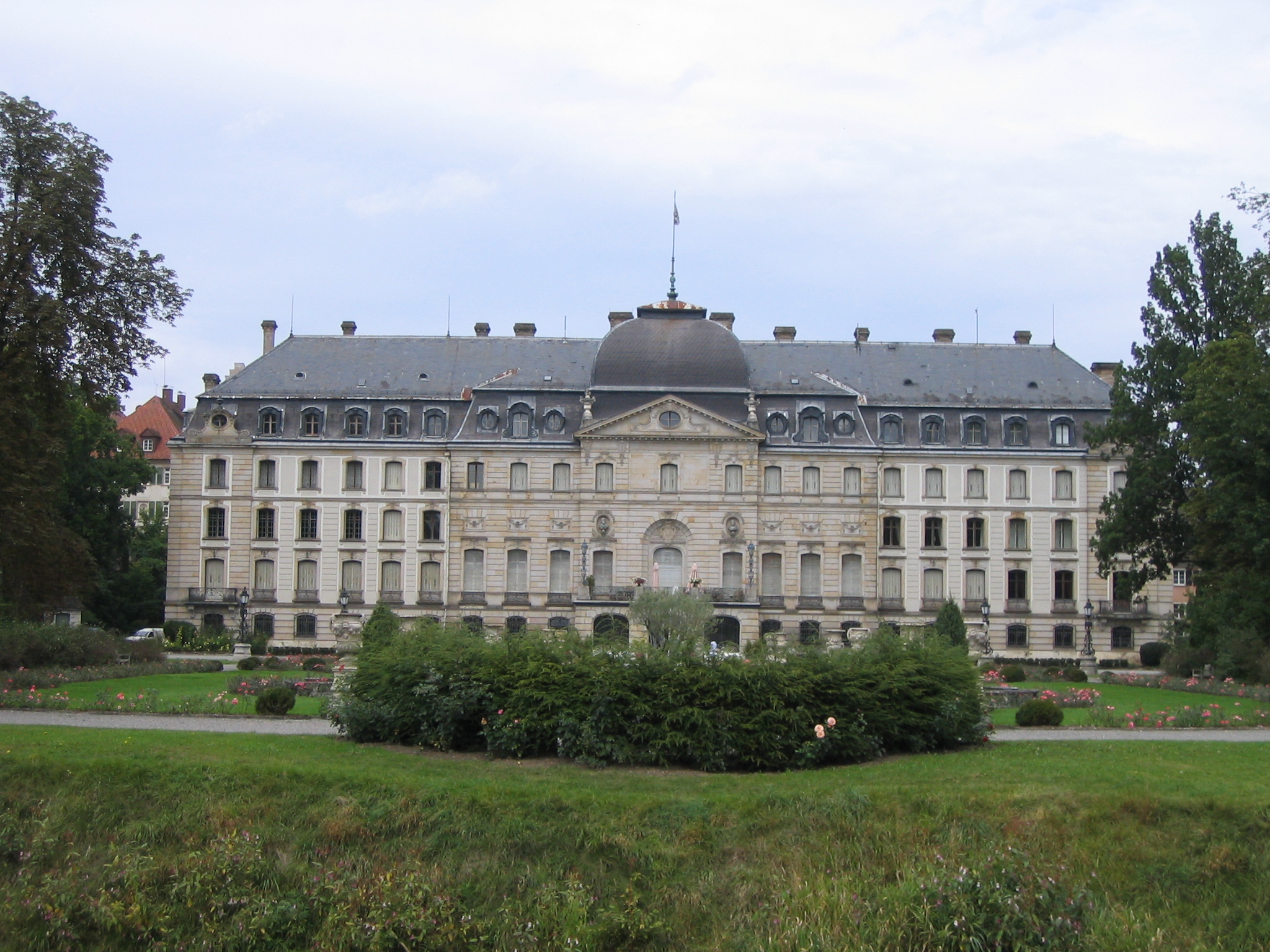
Schloss Donaueschingen
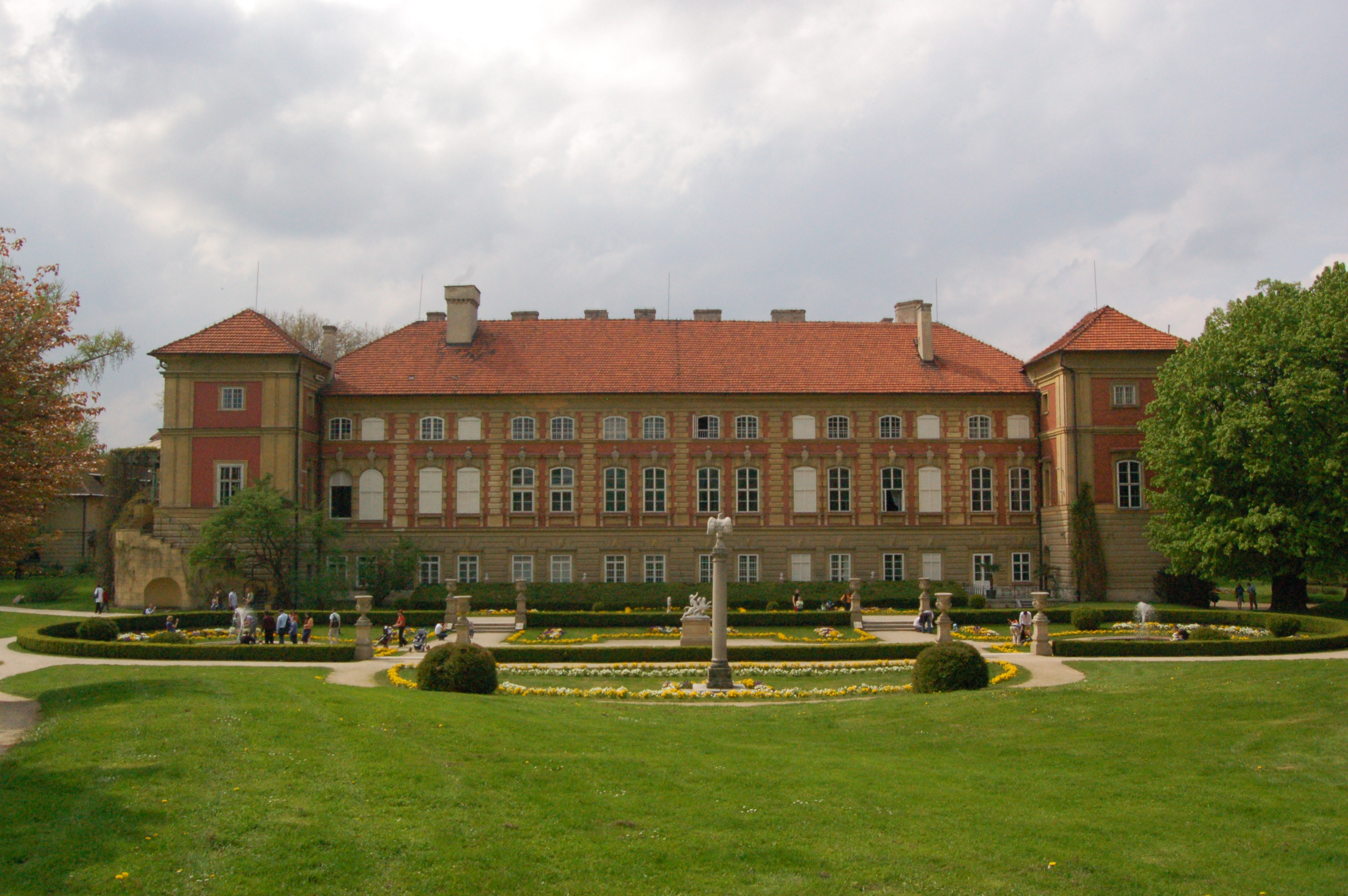
Schloss Lancut
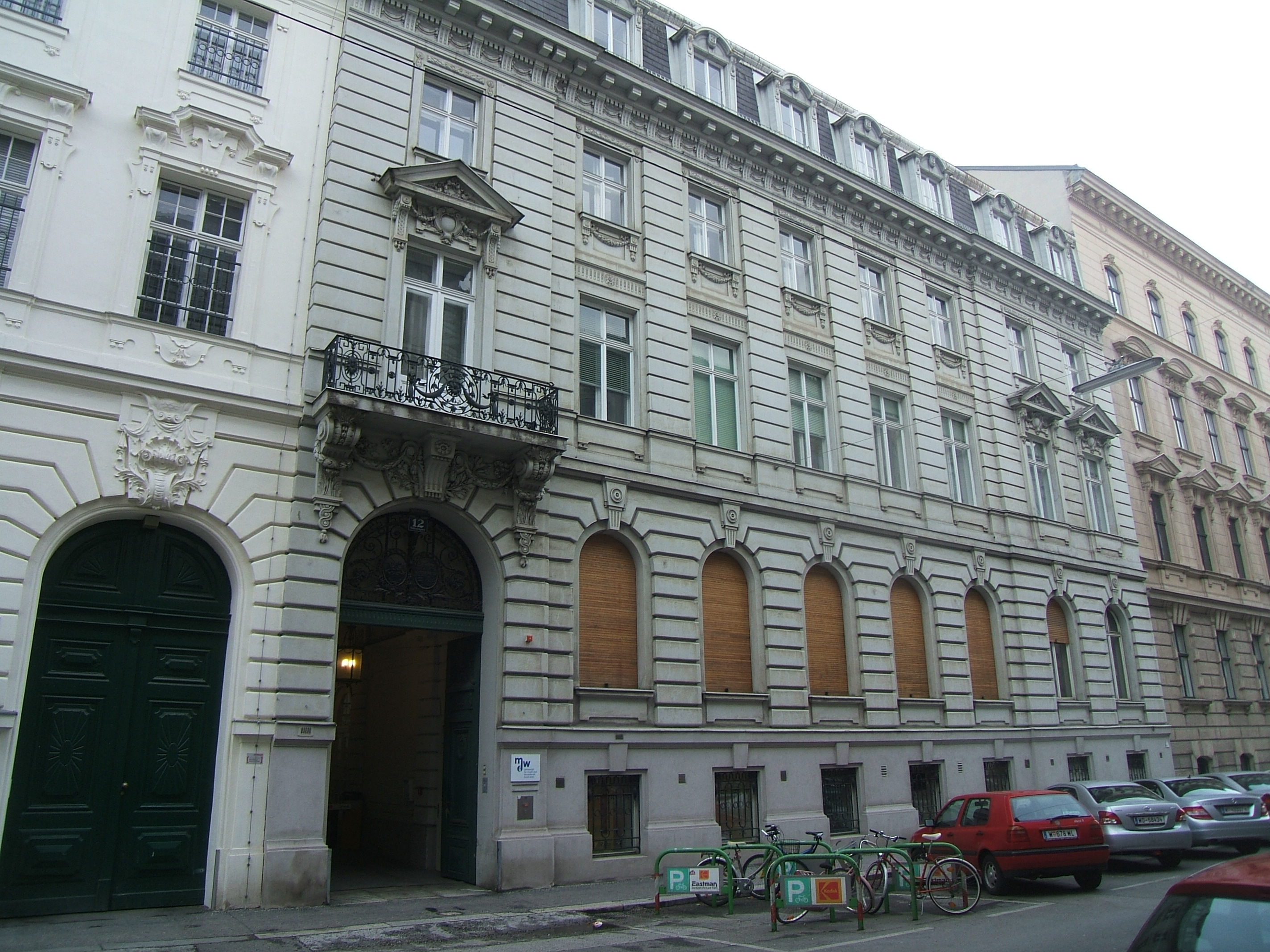
Palais Bourgoing
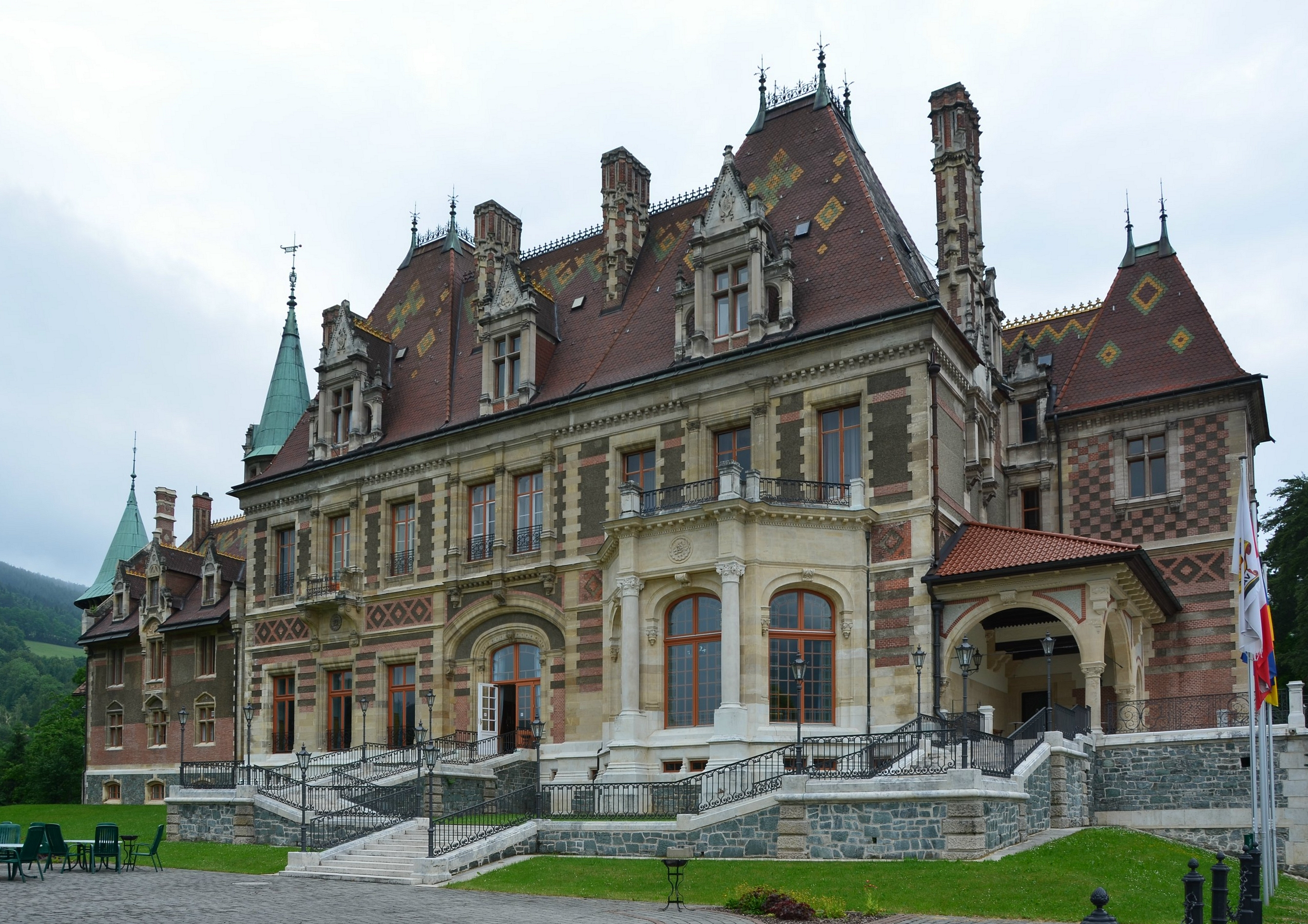
Schloss Rothschild
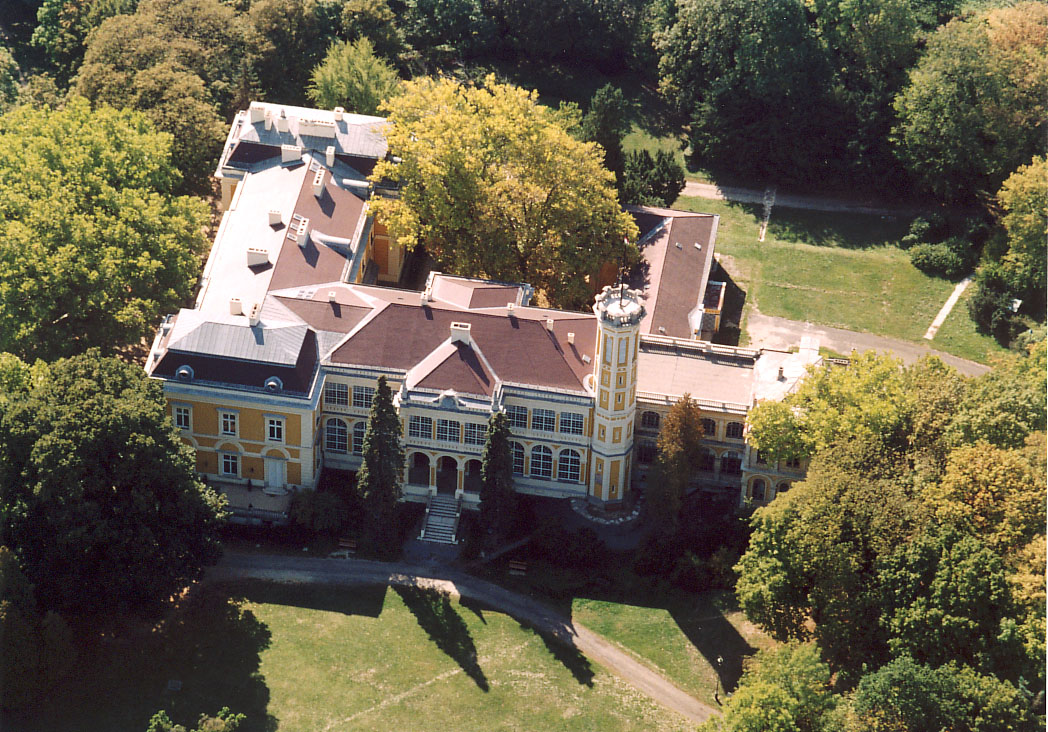
Palast Károlyi
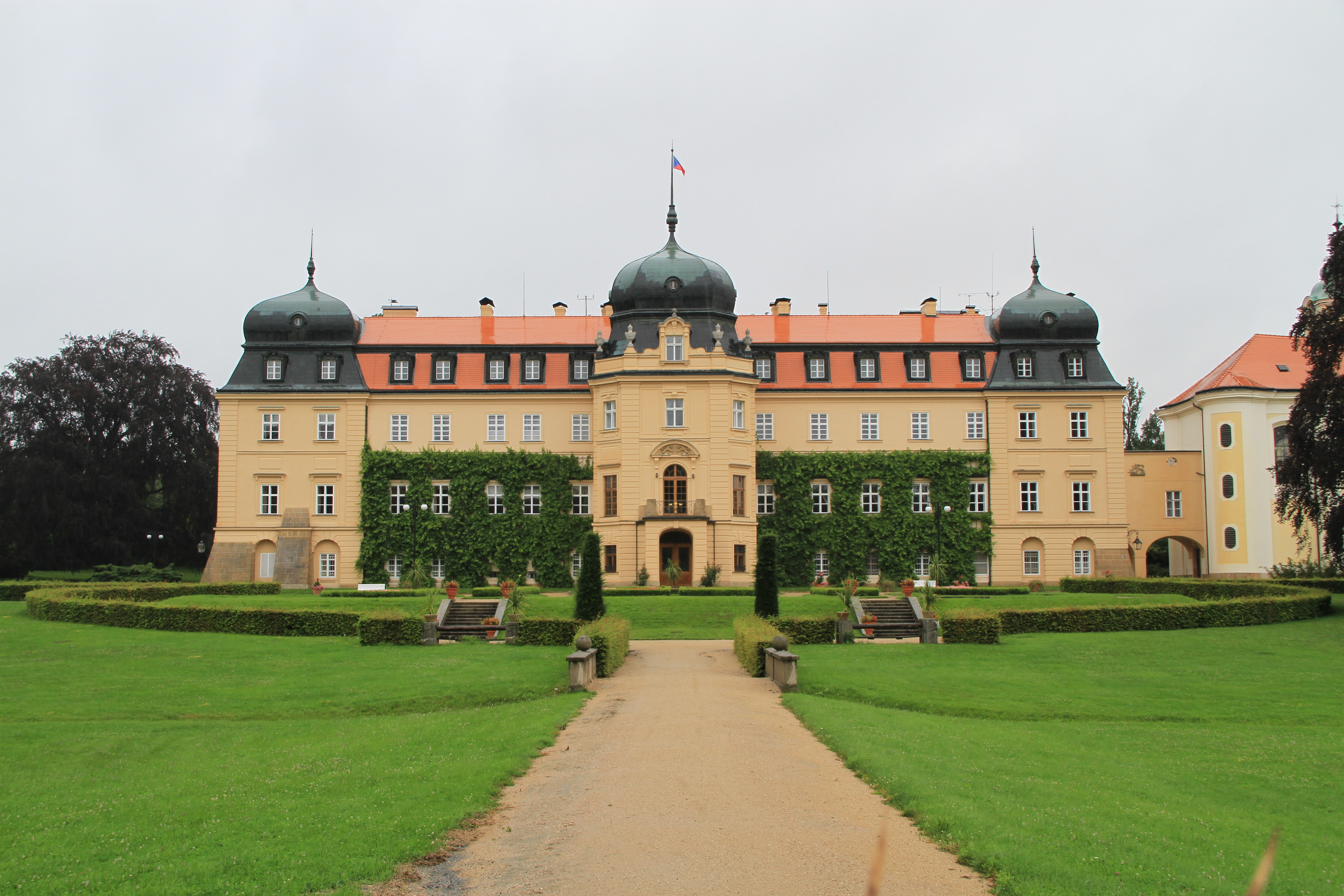
Schloss Lana

### Öffentliche Bauten
- 1891: Kursalon und Parkanlagen in Trenčianske Teplice (heute Restaurant und Kursaal, stark verändert)
- 1895: Grabkapelle für Herzogin Pauline von Sagan auf dem katholischen Bergel-Friedhof in Sagan (Niederschlesien, heute Żagań)
- 1899: Umgestaltung und Erweiterung des 1894–96 von Emanuel La Roche errichteten Mädchenrekonvaleszentenheim „Faniteum“, Wien 13, Hanschweg 1 (ehem. Gemeindeberggasse)
- um 1900: Hubertuskapelle bei Schloss Grund, Drevic

### Nicht ausgeführte Entwürfe
- 1900: Botschaft der Republik Frankreich in Wien 4, Technikerstraße 2 (Entwurf mit Architekt O. Carre)

## Schriften
- Armand Louis Bauqué / Albert Pio: Die Besitzung des Freiherrn von Rothschild in Reichenau (NÖ) In: Neubauten u. Concurrenzen 1. 1895, (S. 37 f)